# Rhododendron alabamense
Rhododendron alabamense är en ljungväxtart som beskrevs av Alfred Rehder. Rhododendron alabamense ingår i släktet rododendron, och familjen ljungväxter. Inga underarter finns listade i Catalogue of Life.

## Bildgalleri

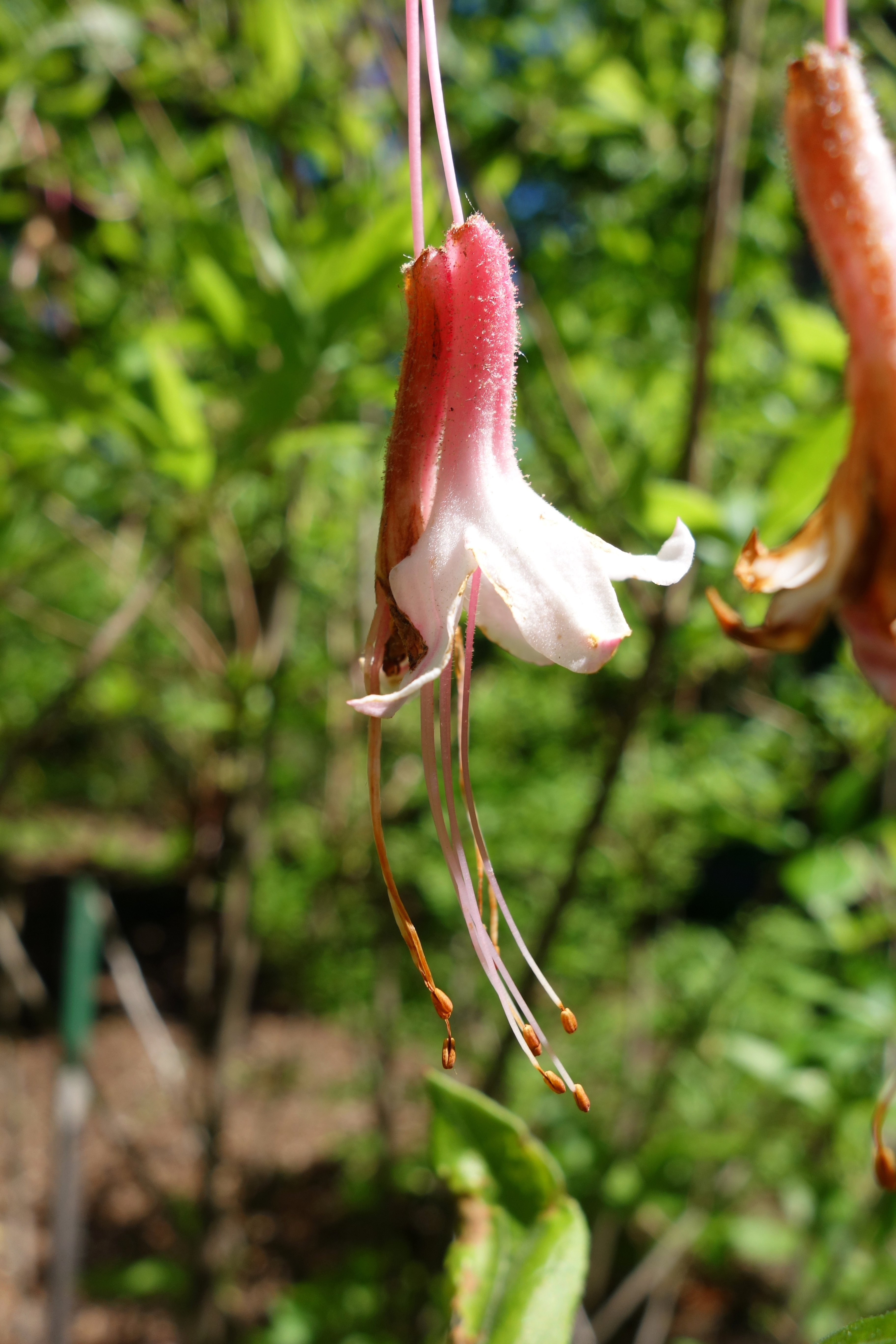
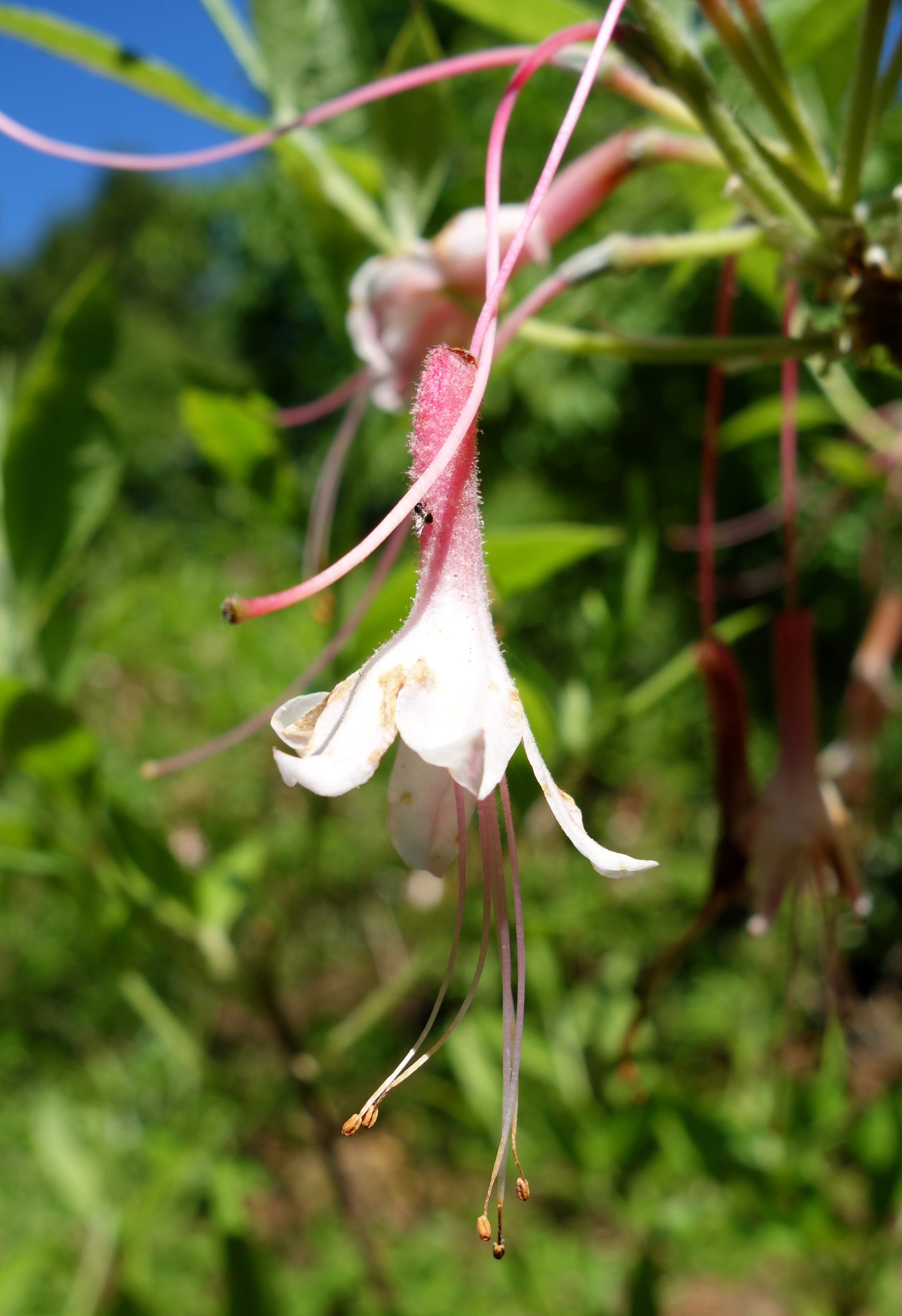